# Parafia Świętej Trójcy w Lubominie
Parafia Świętej Trójcy w Lubominie – parafia rzymskokatolicka, znajdująca się w diecezji włocławskiej, w dekanacie izbickim. 

## Duszpasterze
- proboszcz: ks. Stanisław Janiak (od 2000)

## Kościoły
- kościół parafialny: Kościół św. Trójcy w Lubominie